# Rudolf Koelman

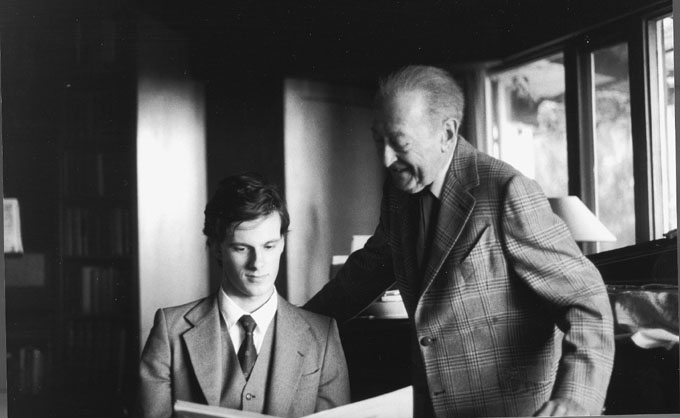
Rudolf Koelman e Jascha Heifetz a Los Angeles nel 1979

Rudolf Koelman (Amsterdam, 2 ottobre 1959) è un violinista olandese.

## Biografia
Rudolf Koelman ha studiato con Jan Bor, Herman Krebbers e Jascha Heifetz.
Dal 1996 al 1999 ha ricoperto il ruolo di spalla della Royal Concertgebouw Orchestra di Amsterdam.
Al momento (2007) è titolare della cattedra di violinismo solista presso la Zürcher Hochschule der Künste Zurigo (ZHdK) e dirige la giovane orchestra dell'istituto.

## Strumenti
Suona abitualmente un violino costruito nel 1829 da Giovanni Francesco Pressenda e possiede anche un violino olandese Jaap Bolink del 1984 e suona un violino costruite nel 1720 da Antonio Stradivari (Ex Woolhouse)

## Virtuoso
Koelman ha suonato come solista con varie orchestre, compreso quella di Amsterdam, di Berna, la Bruckner di Linz, il Concertgebouw di Amsterdam, il Combattimento Consort, la Fremantle Chamber Orchestra, la Haydn Synfonietta di Vienna, la sinfonica di Innsbruck, la WDR di Colonia, la Broadcasting System Symphony Orchestra coreana, la Orchestra da Camera di Losanna, la Orchestra Sinfonica Siciliana, quella di Radio Kamer, la Radio Philharmonisch Orkest, il Royal Concertgebouw, la Stuttgarter Philharmoniker, la Südwestdeutsche Philharmonie, la Tokyo Philharmonic e la Zürcher Kammerorchester.

## Discografia
- J.S. Bach, Eugène Ysaÿe, Edvard Grieg (Grieg con Ferenc Bognàr) 1984 (LP)
- Rudolf Koelman spielt seine lieblingszugaben: 16 virtuoso compositioni con Ferenc Bognàr ORF 1986 (LP-CD)
- Camille Saint-Saëns, Pablo de Sarasate: Introduzione e Rondò Capriccioso, Zigeunerweisen con l'orchestra di Winterthur, 1988
- Julius Conus: concerto per violino e-minore, con l'orchestra di Winterthur (dal vivo) Take One records 1990
- Fritz Kreisler: 16 Masterpieces, con Ulrich Koella, Ars 1991
- Johannes Brahms: Le Sonate per Violino e piano di Brahms, con Antoine Oomen, Ars 1991
- Johannes Brahms, Gustav Mahler, Alfred Schnittke Piano quartett, Wiediscon 1994
- Sergei Prokofiev: 2 Sonatas, con Antoine Oomen, Ars 1993
- Antonio Vivaldi: Le Quattro Stagioni, Ars 1995
- Niccolò Paganini: 24 Capricci, (live)Wiediscon 1996 & Hänssler Classics 2004
- Il Legno Magico, Liuteria in musica con 15 strumenti di Roberto Regazzi, Dynamic & Florenus 2005
- Jean-Marie Leclair: 6 duosonatas con Henk Rubingh, 1998
- W.A. Mozart 2 Duo per violin/viola con Conrad Zwicky Wiediscon 2007
- Wieniawski: Violin concerto Nr. 2, d-minore Camille Saint-Saëns: Intr. et Rondo Capriccioso, Havanaise, Fremantle Chamber Orchestra/Jessica Gethin
- Niccolò Paganini concerti per violino Nr.1 & Nr.2, Netherlands Symphony Orchestra/Jan Willem de Vriend Challenge Classics CC72343 2009 (Edison Award 2010)
- "10 years FCO" Pablo de Sarasate: Gypsy Airs, Maurice Ravel: Tzigane, Ernest Chausson: Poème Op. 25, Pyotr Ilyich Tchaikovsky: Souvenir d'un lieu cher Op. 42, Fremantle Chambre Orchestra / Jessica Gethin, Christopher van Tuinen, Rubato Productions 2015
- Sergei Prokofiev: concerti per violino Nr.1 & Nr.2, Musikkollegium Winterthur 2017